# 無断駐車
無断駐車（むだんちゅうしゃ）とは、公道、または、公有地、または、私有地に、その土地の所有者または管理者の同意なしに、または、その土地に建造されている建造物の所有者または管理者の同意なしに、駐車すること、または、駐車状態を継続することである。

## 日本における無断駐車

### 自動車の保管場所の確保等に関する法律
自動車の保管場所の確保等に関する法律では自動車の保有者は、その車両を使用していない時に保管する駐車場を確保し警察に届け出て証明書の交付を受けなければならない。

### 公道の場合

#### 駐停車禁止の場所
車両が、以下のいずれかの場所において駐停車した場合は、駐停車違反となる（道路交通法 第44条）。ただし、法令の規定若しくは警察官の命令により、または危険を防止するため一時停止する場合を除く。
1. 駐停車禁止の道路標識・道路標示により駐停車が禁止されている場所
2. 交差点、横断歩道、自転車横断帯、踏切、軌道敷内、坂の頂上付近、勾配の急な坂またはトンネル
3. 交差点の側端または道路の曲がり角から5m以内の部分
4. 横断歩道または自転車横断帯の前後の側端からそれぞれ前後に5m以内の部分
5. 安全地帯が設けられている道路の当該安全地帯の左側の部分および当該部分の前後の側端からそれぞれ前後に10m以内の部分
6. 路線バス・特定バス・トロリーバス・路面電車の停留場を表示する標示柱または標示板が設けられている位置から10m以内の部分（当該停留場等に係る運行系統の運行時間中に限る）
7. 踏切の前後の側端から、それぞれ前後に10m以内の部分

なお、上記1の場所を指定駐停車禁止場所といい、上記2から7までの場所法定駐停車禁止場所という。

### 公有地・私有地の場合

#### 刑事責任
道路以外の、公有地・私有地であって、刑法第130条に言う住居侵入罪の客体に該当する土地内に無断駐車した場合は、同罪を構成する余地がある。
また、他人の土地に無断駐車したことにより、他人の正当な業務を妨害した場合には、刑法第234条の業務妨害罪を構成する余地がある。
また、他人の土地であって刑法第130条に言う住居侵入罪の客体に該当しない土地内（例：駐車場など）に無断駐車した場合は、土地の所有者または管理者が契約者以外の駐車或いは立入を禁じているにもかかわらず、土地の所有者または管理者の許可なくその土地に侵入した場合、軽犯罪法第1条32号違反を構成する余地がある。

#### 民事責任
私道など私有地が不法に占拠されたり通行が妨害された場合には、その者に囲繞地通行権などの正当な権利のない限り、妨害排除請求や損害賠償請求権が認められる。
妨害排除や損害賠償の訴訟では、私道の不法占拠に対して賃料相当額の損害賠償を認めた例や日常的な精神的苦痛に対する損害賠償を認めた例もある。

### 例
2018年の大阪地方裁判所の判決では、コンビニエンスストアの駐車場に長期間（2台の車を合計11000時間以上）無断駐車した者に対し、駐車料金相当額など約990万円の支払いを命じた例がある。

## アメリカにおける無断駐車

### 不法駐車
アメリカでは駐車行為を禁じる掲示に無断駐車（unauthorized parking）ではなく「unlawful parking （不法駐車）」とするものがある。
オレゴン州の場合、駐車行為を禁じる掲示に、ORC（オレゴン州修正法典）の第4511.99項（Sec. 4511.99）という処罰規定の条文の番号が併記されていることもあり、それが適用される場合について、ORC（オレゴン州修正法典）4511.681は「Parking on private property – prohibited acts（私的所有物件への駐車－禁止行為）」を定めている。

### パークレット
私有地を公共用の駐車スペースとして開放するパークレットなどの試みがある。